# Vápovice
Vápovice település Csehországban, a Jihlavai járásban. Vápovice Dyjice, Bohuslavice, Rozseč, Nová Říše, Olšany és Stará Říše településekkel határos. Lakosainak száma 33 fő (2024. január 1.).

## Népesség
A település lakosságának változását az alábbi diagram mutatja:
| Lakosok száma | 104  | 112  | 140  | 84   | 52   | 43   | 38   | 40   | 40   | 33   |
|               | 1869 | 1900 | 1921 | 1961 | 1980 | 2011 | 2016 | 2019 | 2021 | 2024 |